# Onthophagus pendjarius
Onthophagus pendjarius är en skalbaggsart som beskrevs av Josso och Prévost 2006. Onthophagus pendjarius ingår i släktet Onthophagus och familjen bladhorningar. Artens utbredningsområde är Benin och Burkina Faso. Inga underarter finns listade i Catalogue of Life.